# Lijst van Pruisische ministers van Openbare Werken
Dit is een lijst van ministers van Openbare Werken van Pruisen.
- 1879-1891: Albert von Maybach
- 1891-1902: Karl von Thielen
- 1902-1906: Hermann von Budde
- 1906-1918: Paul von Breitenbach
- 1918-1919: Wilhelm Hoff
- 1919-1921: Rudolf Oeser (DDP)
- 1921: Otto Fischbeck (a.i.)